# Château de la Bretonnière (Golleville)
Le château de la Bretonnière est une demeure, de la fin du XVIIe siècle ou du début du XVIIIe, qui se dresse, dans le Cotentin, sur le territoire de la commune française de Golleville, dans le département de la Manche, en région Normandie.
Le château, propriété privée ouverte lors des Journées du patrimoine, est partiellement inscrit au titre des monuments historiques.

## Localisation
Le château est situé, sur la route menant de Valognes à Saint-Sauveur-le-Vicomte sur la droite au bout d'une longue avenue, à un kilomètre au nord-nord-ouest de l'église Saint-Martin de Golleville, dans le département français de la Manche.

## Historique
La demeure de plaisance est bâti au XVIIIe siècle par René Jourdan, sieur de Launay. Son fils Bernard-René Jourdan (1740-1789), marquis de Launay, dernier gouverneur de la Bastille, et qui aura la tête coupée, vend La Bretonnière en 1777 au marquis de Sainte-Suzanne, Adolphe-Charles de Mauconvenant (1743-1829). Ce dernier revend la propriété en 1791, en viager, à Louis de La Couldre de La Bretonnière (Marchésieux), qui en attendant de pouvoir occuper sa demeure, réside au château de Tourville à Lestre. Louis de La Couldre décèdera en 1809, avant le marquis de Sainte-Suzanne, qui épouse en 1814 la veuve de la Couldre redevant ainsi propriétaire de son château jusqu'à sa mort en 1829.
Pendant la Seconde Guerre mondiale les allemands installeront au château un hôpital. Ensuite les Américains en font avec les alentours un garage à ciel ouvert regroupant leurs véhicules endommagés.
Le château était en 2018, la possession de Michel Rostand et de son épouse Marie-Antoinette.

## Description
Le château de la Bretonnière se présente sous la forme d'un logis du XVIIIe siècle, haut d'un étage sur un rez-de-chaussée surélevé. La façade arbore un pavillon central avancé précédé d'un perron surmonté d'un fronton triangulaire dont le tympan est percé d'un œil-de-bœuf. L'aile nord, au bord de l'étang, accolée au château du XVIIIe siècle, correspond à l'ancien manoir du XVIe siècle. 
La grille d'entrée en fer forgée est encadrée à gauche par une chapelle et à droite par des communs (écuries, charretterie) décorés en avant d'un damier de briques roses et de pierres blanches. L'ensemble est complété par un colombier accolé à la chapelle. le tout date du XVIIe siècle.

## Protection
Les façades et les toitures du logis, ainsi que, dans la partie du logis du XVIIIe siècle, l'escalier avec sa cage et les pièces de réception du rez-de-chaussée ; la chapelle en totalité ; le colombier en totalité ; le grand commun en totalité ; la cour d'honneur ; les façades et les toitures des deux pavillons de jardin et de la maison du jardinier ; l'ensemble des murs du domaine ; l'ensemble du système hydraulique ; l'assiette du jardin potager et du jardin d'agrément ainsi que l'allée d'accès et les haies doubles talutées sont inscrits au titre des monuments historiques par arrêté du 15 mars 2010,.